# Светото семейство
„Светото семейство“ е български игрален филм (драма) от 2009 година на режисьора Красимир Крумов, по сценарий на Красимир Крумов. Оператор е Емил Христов. Музиката във филма е на композитора Георги Арнаудов.

## Сюжет
Нина е на 12. Майка ѝ Наска, съкратена от фабриката, намира работа в отдалечена мандра в планината. Нина не може да продължи учението си, а това е единственият начин да не повтори съдбата на майка си. Връща се своеволно в града, но училищните власти не ѝ разрешават да живее сама. Междувременно закриват мандрата и Наска се забърква в инцидент, едва незавършил с убийство…
Мариян също е на 12. Майка му е разследваща журналистка в местната кабелна телевизия. Шокиращ репортаж за фабриката я отвежда до инцидента с Наска, стигайки до разкрития, които застрашават самата нея. Мариян се сближава с Нина, забраняват му да се среща с нея и той бяга от къщи…Останали сами, двете деца – Нина и Мариян – заживяват като семейство. След неизбежния скандал Нина доброволно отива в Дом за сираци, за да продължи учението си. Мариян я следва…

## Актьорски състав
В главните роли:
- Светлана Янчева – Бистра
- Йорданка Стефанова – Наска
- Стефани Дойчинова – Нина
- Богдан Плъков – Мариян
- Емил Котев – Стоян
- Богомил Атанасов – Венко

В ролите:
- Красимир Доков – Пенко
- Георги Наумов – интернирания
- Мирослав Пашов – Керемедчиев
- Румен Трайков – Здравков
- Светослав Добрев – класният
- Юри Ангелов – новият собственик
- Йордан Биков – Щерев
- Майя Остоич – Ани Павлова
- Джъмлин Хенри Олави – белгиецът
- Красимир Недев – Начо
- Калоян Ленков – Николай
- Иво Кръстев – дървосекачът
- Димитър Мартинов – дознателят
- Георги Къркеланов – следователят
- Николай Урумов – социалният работник
- Данаил Обретенов – журналистът
- Иван Колев-Златния – управител на хотела
- Марин Димитров – полицаят
- Митко Методиев – втори дървосекач
- Стоян Пепеланов – Роко
- Тодор Мацанов – чичо Румен
- Тони Михайлов – съученикът на Мариян
- Капка Лалева – разсеяната
- Алекса Тодорова – Весела
- Сирма Яворова – момиче
- Итай Димов – момче

## Награди
- Наградата на СБФД на ФБИФ (Варна, 2010).
- Наградата за най-добър телевизионен филм от Българската филмова академия, (2011).
- Наградата за сценарий на Красимир Крумов от БФА (2011).
- Наградата за главна женска роля на Светлана Янчева от БФА, (2011).
- Наградата „Бронзов Витяз“ на 20 Международен кинофорум Златен Витяз, (Курск, Русия, 2011).